# Station Gąsawa Majętność
Station Gąsawa Majętność is een spoorwegstation in de Poolse plaats Gąsawa.